# Sønder Dalby Sogn
Sønder Dalby Sogn er et sogn i Tryggevælde Provsti (Roskilde Stift).
I 1800-tallet var Tureby Sogn anneks til Dalby Sogn (senere kaldt Sønder Dalby Sogn). Begge sogne hørte til Fakse Herred i Præstø Amt. Dalby-Tureby sognekommune ændrede i starten af 1960'erne navn til Sønder Dalby. Den blev ved kommunalreformen i 1970 indlemmet i Rønnede Kommune, der ved strukturreformen i 2007 indgik i Faxe Kommune.
I Sønder Dalby Sogn ligger Dalby Kirke.
I sognet findes følgende autoriserede stednavne:
- Babberup (bebyggelse, ejerlav)
- Borup Overdrev (bebyggelse)
- Dalby (bebyggelse, ejerlav)
- Dalby-Borup (bebyggelse, ejerlav)
- Druestrup (bebyggelse, ejerlav)
- Druestrup Overdrev (bebyggelse)
- Frenderup (bebyggelse, ejerlav)
- Gammelsø (bebyggelse)
- Holtehuse (bebyggelse)
- Høsten (bebyggelse, ejerlav)
- Jenstrup (bebyggelse, ejerlav)
- Rode (bebyggelse, ejerlav)
- Rodegård (bebyggelse, ejerlav)
- Rødhøj (bebyggelse)
- Skovvænger (areal)
- Tågerup (bebyggelse, ejerlav)
- Tågerup Overdrev (bebyggelse)
- Ullerød (bebyggelse)
- Viverup (bebyggelse, ejerlav)
- Viverup Overdrev (bebyggelse)
- Østerskov (areal)
- Ås (bebyggelse, ejerlav)